# Ахом краљевство
Ахом краљевство (/ˈɑːхɑːм, ˈɑːхәм//ˈɑːhɑːm, ˈɑːhəm/, 1228–1826, такође названо Краљевство Асам) је било царство у долини Брамапутре у Асаму, Индија. Добро је познато по својој одбрани сувернитета од око 600 година и успешног одбијања Могалских освајања у северо-источној Индији. Створено од стране Сукапа, Тајландског принца из Монг Маоа, оно је почело као мањи монг у горњем току Брамапутре засновано на узагајању пиринча. Он се проширио нагло за време Сухунгмунга у 16. веку и добио мулти-етнички карактер, остављаљући видан утицај на читав регион. Краљевство је ослабило успонима Моаморских побуна и затим пало под Бурманским инвазијама Асама. Након пораза окупатора у првом англо-Бурманском рату и Јандабо уговора 1826. године, управљање краљевине преузела је Британска источноиндијска компанија.
Иако је названо Ахомско краљевство у колонијалном и модерном времену, оно је заправо било врло мултиетничко, где Ахоми заправо чини мање од 10% популације при крају. У индијском попису 1901. око 179,000 људи се изјаснило као Ахомљани. Најновији подаци пописа белеЖе око 2 милиона, мада се претпоставља да укупан број људи Тајландско-Ахомског порекла достиЖе и 8 милиона. Укупан број становника области Асам је 2011. (на основу пописа) је износио 31 милион, тако да они данас чине 25% популације. Ахомљани су своје краљевство називали Монг Дун Сун Кам, што значи „сандук злата”, док су их друри називали Асам. Истим именом се област називала и у колонијално Британско време, а то име задрЖава и данас.